# Yakacık, Niğde
Yakacık là một xã thuộc huyện Altunhisar, tỉnh Niğde, Thổ Nhĩ Kỳ. Dân số thời điểm năm 2011 là 1963 người.